# Rana el Kalioubi
Rana el Kalioubi (arap. رنا القليوبي; egipatsko-američki je kompjuterski naučnik. Ona je saosnivač, sa Rosalind Pikard, i izvršni direktor kompanije Afektiva.

## Obrazovanje
El Kalioubi je diplomirala i magistrirala na Američkom univerzitetu u Kairu, a zatim doktorirala na Njunam koledžu, Kembridž.

## Karijera
El Kalioubi je radila kao istraživač na Masačusetskom institutu za tehnologiju, pomažući u osnivanju njihove Inicijative za autizam i komunikacijske tehnologije. U grupi za afektivno računarstvo MIT Media Lab-a, bila je deo tima koji je bio pionir u razvoju „emocionalnog slušnog aparata“, koji su nosive naočare za čitanje emocija.
Ona je suosnivala Afektivu sa Rosalind Pikard, vodeći njen tim za nauku o emocijama. Godine 2016. postala je izvršni direktor kompanije Afektiva.

## Knjige
El Kalioubijevi memoari Girl Decoded su objavljeni u aprilu 2020.
El Kalioubi je takođe je doprinela jednom poglavlju u knjizi iz 2018. „Arhitekte inteligencije: Istina o veštačkoj inteligenciji od ljudi koji je grade“ američkog futuriste Martina Forda.

## Literatura
- Khatchadourian, Raffi (19. 1. 2015). „We know how you feel: Computers are learning to read emotion, and the business world can't wait”. The New Yorker.
- Rivera, Michael (26. 9. 2018). „Profile: Rana el Kaliouby”. PBS Nova.
- el Kaliouby, Rana. „Planning to Use A.I. in 2020? You Need to Make These Resolutions First”. Inc. This Morning.

## Spoljašnje veze
- Rana el Kalioubi на сајту  (језик: енглески)
- "This app knows how you feel — from the look on your face" (TEDWomen 2015)